# Kirishima Sakura
Kirishima Sakura (霧島 さくら) là một cựu nữ diễn viên khiêu dâm người Nhật Bản. Cô từng thuộc về công ti Life Promotion, tuy nhiên đã chuyển sang hoạt động tự do sau khi nghỉ việc nữ diễn viên khiêu dâm.

## Sự nghiệp
Cô đã biết đến sân khấu từ khi học trung học và đã tham gia học sân khấu tại trường đào tạo. Do khó khăn về tài chính, cô đã ra mắt ngành phim khiêu dâm với tư cách là nữ diễn viên độc quyền của E-BODY vào năn 2014.
Mặc dù cô không ngại việc phải cởi bỏ quần áo khi làm, cô đã tạm nghỉ các buổi tập và trình diễn sân khấu, và đã hoạt động với tư cách là nữ diễn viên tự do từ tháng 8/2015.)
Cô đã tạm nghỉ vào tháng 10/2016.
Mặc dù các hoạt động khiêu dâm của cô đã bị phát hiện bởi một diễn viên sân khấu, cô thông báo sẽ trở lại hoạt động với tư cách là nữ diễn viên vào ngày 18/4/2017 do kĩ năng diễn xuất của cô được khen ngợi. Tại thời điểm đó, cô đã dự định đóng phim hồng (Cô đã không thể làm điều này trừ khi đã nổi tiếng, nên cô bắt đầu đóng phim khiêu dâm trước).
8/10/2017, cô cùng nữ diễn viên cũng công ti chủ quản Eikawa Noa thành lập nhóm "Luludi" (ルルディ).
18/11/2017, nhóm Luludi đã tổ chức sự kiện đầu tiên.
24/1/2018, cô được chỉ định làm trưởng nhóm Luludi, Eikawa Noa là hát chính, và cô đã được người hâm mộ đặt biệt danh là "Rurutto" (るるっと).
9/6/2018, buổi diễn độc tấu đầu tiên của cô "Luludi Idol Yachamasu! ~Cùng làm những bông hoa đẹp nở~" đã được đổ chức tại Shinjuku LEFKADA.。
11/6/2018, nhóm Luludi đã phát hành địa đơn đầu tiên "LuLuLuMelody". Nhóm lần đầu tiên xuất hiện tại TIF vào tháng 8.
Tháng 12/2018, cô xếp thứ 24 trong bảng xếp hạng Best 100 nữ diễn viên khiêu dâm hàng năm được FANZA thông báo cho năm 2018.
29/12/2018, trong buổi phát trực tiếp trên YouTube của h.m.p, cô thông báo từ tháng 2/2019 sẽ trở thành nữ diễn viên độc quyền cho nhãn phim "S.K.F" độc quyền Kirishima Sakura, nhãn phim con của h.m.p. Vào cùng năm, cô đã nhận giải Nữ diễn viên mới xuất sắc nhất năm 2018 của Pinkrink.
8/4/2019, cô đã nhận giải Nữ diễn viên mới tại Giải Phim hồng lần thứ 31. Vào ngày 10/12, nhóm Luludi thông báo giải thể và cô thông báo sẽ nghỉ việc nữ diễn viên khiêu dâm vào tháng 4 năm sau.

## Đời tư
Cô được biết đến nhờ khả năng diễn xuất tốt của mình, và kể từ khi trở lại ngành, cô đã xuất hiện trong các phim ngoài phim khiêu dâm, chủ yếu là phim hồng. Cô đã chọn là nữ diễn viên độc quyền cho h.m.p do niềm yêu thích của cô với các phim nhiều tình tiết.
Món ăn yêu thích của cô là bánh vòng và pudding.
Cô là con thứ hai trong gia đình có 3 chị em gái. Cô thường hỏi người chị lớn hơn cô 2 tuổi để chụp ảnh cho ảnh đại diện mạng xã hôi của cô, v.v. do chị ấy có niềm đam mê nhiếp ảnh.
Theo chính cô, cô là kiểu người con gái nóng tính và hung hãn.

## Liên kêys ngoài
- きりたにえん trên Twitter
- きりたにえん@ほんもの trên Twitter
- 猪梨キリカ trên Twitter